# Clostebol

Composição química do Clostebol.

Clostebol (DCN), assim como acetato de clostebol éster ou ácido enântico de clostebol, é um esteroide anabolizante androgênico sintético. É uma halogenação nível 4 derivada do hormônio natural testosterona.
Um esteroide anabolizante fraco raramente usado por atletas pra aumentar seu rendimento,  é normalmente usado na cicatrização de cortes e ferimentos, sem entretanto promover qualquer aumento na massa muscular. O acetato de clostebol + sulfato de neomicina é um creme cicatrizante que resulta de uma associação para uso local; um anabolizante utilizado na prática clínica (clostebol) e um antibiótico de ação local (neomicina). O produto exerce um efeito trófico-cicatrizante e proporciona uma diminuição acentuada do período de cura das lesões cutâneas e cutâneo-mucosas. Foi esta substância, encontrada em cremes cicatrizantes, que causou dois anos de suspensão por doping à campeã olímpica brasileira Maurren Maggi. Também já foram suspensos a atleta Viktoria Orsi Toth, e mais recentemente com o campeão brasileiro pan-pacífico de natação Gabriel Santos.